# Larry Wu-Tai Chin
Larry Wu-tai Chin znany także jako Jin Wudai (chiń. upr. 金无怠; chiń. trad. 金無怠; pinyin Jīn Wúdài; 1923–1986) – Amerykanin chińskiego pochodzenia, analityk CIA, który przez ponad trzydzieści lat prowadził działalność szpiegowską na rzecz ChRL.

## Życiorys
W latach 1948–1952 był pracownikiem misji Armii Amerykańskiej w Szanghaju i Hongkongu, a następnie do przejścia na emeryturę w 1981 w Służbie Informacji o Zagranicznych Programach Radiowych i Telewizyjnych (ang. Foreign Broadcast Information Service, FBIS), będącej jedną z komórek CIA jako tłumacz i analityk tajnych dokumentów.
Od 1952 roku przekazywał Chinom materiały opatrzone klauzulą tajności, w tym informacje o miejscu przetrzymywania jeńców chińskich w Korei Południowej i rządowe oceny problemów międzynarodowych. Otrzymał łącznie za swoje usługi ok. 180 tys. dolarów.
Został aresztowany w 1985 w Waszyngtonie. W lutym 1986 został uznany za winnego ponad siedemnastu zarzutów oskarżenia o szpiegostwo, udział w spisku i nadużycia podatkowe. 21 lutego popełnił w więzieniu samobójstwo, zawiązując sobie plastikową torbę na głowie.